# Hard Core Poetry
Hard Core Poetry es el segundo álbum de estudio del grupo estadounidense Tavares. Fue publicado en agosto de 1974 por el sello discográfico Capitol Records.

## Grabación y contenido
Las sesiones de grabación del álbum tuvieron lugar en Sound Labs, un estudio ubicado en Hollywood, California. Dennis Lambert y Brian Potter produjeron el álbum mientras que Joe Sidore se desempeñó como ingeniero de audio. Una vez completas las sesiones de grabación, Hard Core Poetry se masterizó en The Mastering Lab, un estudio ubicado en Hollywood, California. A diferencia de su lanzamiento de estudio anterior, Lambert y Potter adoptaron un papel prominente en la composición de las canciones, escribiendo nueve de las díez canciones del álbum. «She's Gone», compuesta por el dúo Hall & Oates, se convirtió en un éxito número uno en la lista Hot Soul Singles.

## Recepción de la crítica
Un escritor no especificado de Record World le otorgó el certificado de “Hit of the Week”, y comentó: “La superproducción de Lambert & Potter y deliciosas armonías se combinan para crear un set espectacular”. Un escritor no especificado de la revista Cash Box escribió: “Este grupo tiene todo lo necesario para llegar a la cima y permanecer allí. Armonías impecables, arreglos ajustados y producción excelente se suman a otro gran éxito para Tavares”.

## Lista de canciones
Todos las canciones escritas y compuestas por Dennis Lambert y Brian Potter, excepto «She's Gone», escrita por Daryl Hall y John Oates.
Lado uno
1. «Someone to Go Home To» – 3:15
2. «She's Gone» – 3:38
3. «My Ship» – 3:26
4. «Leave It Up to the Lady» – 3:30
5. «To Love You» – 4:02

Lado dos
1. «Too Late» – 4:26
2. «Remember What I Told You to Forget» – 4:10
3. «What You Don't Know» – 3:54
4. «Hard Core Poetry» – 4:23

## Créditos y personal
Créditos adaptados desde las notas de álbum de Hard Core Poetry.
Tavares
- Butch Tavares – voces
- Ralph Tavares – voces
- Tiny Tavares – voces
- Pooch Tavares – voces
- Chubby Tavares – voces

Músicos adicionales
- Michael Omartian – teclados
- Dennis Lambert – teclados
- Wilton Felder – bajo eléctrico
- Scott Edwards – bajo eléctrico
- Ed Greene – batería
- Larry Carlton – guitarra
- Dean Parks – guitarra
- Ben Benay – guitarra
- Gary Coleman –  percusión
- Brian Potter – percusión

Personal técnico
- Dennis Lambert – productor
- Brian Potter – productor
- Larkin Arnold – productor ejecutivo
- Joe Sidore – ingeniero de audio
- Richard Rankin – fotografía
- Roy Kohara – director artístico

## Posicionamiento
| Gráfica (1974–75)                         | Pico de posición |
| ----------------------------------------- | ---------------- |
| Estados Unidos (Billboard Top LPs & Tape) | 121              |
| Estados Unidos (Billboard Soul LPs)       | 11               |